# Liste des listes aux élections européennes de 2019 en Espagne
Cette liste des listes aux élections européennes de 2019 en Espagne fait état des partis politiques et coalitions électorales qui présentent une liste à ce scrutin.